# 小行星35370
小行星35370（35370 Daisakyu）是一颗绕太阳运转的小行星，为主小行星带小行星。该小行星于1997年10月发现。

## 轨道参数
小行星35370的轨道半长轴为338 415 964 km，2.2621388 UA，离心率为0.152。